# Red Star Line
«Red Star Line» — линия океанских пассажирских лайнеров, основанная в 1871 году как совместное предприятие, одним из участников которого стала «International Navigation Company» (США), обслуживавшая «American Line» и Société Anonyme de Navigation Belgo-Américaine в Антверпене (Бельгия). Климент Эктон Гриском, один из руководителей компании «International Navigation Company», заключил соглашение с бельгийским правительством основать «Red Star Line» для организации почтового сообщения Антверпена с Филадельфией и Нью-Йорком. Новое предприятие («Red Star Line») обеспечивало большую часть прибыли [компании-основателя][кого?] в течение последующих 30 лет.

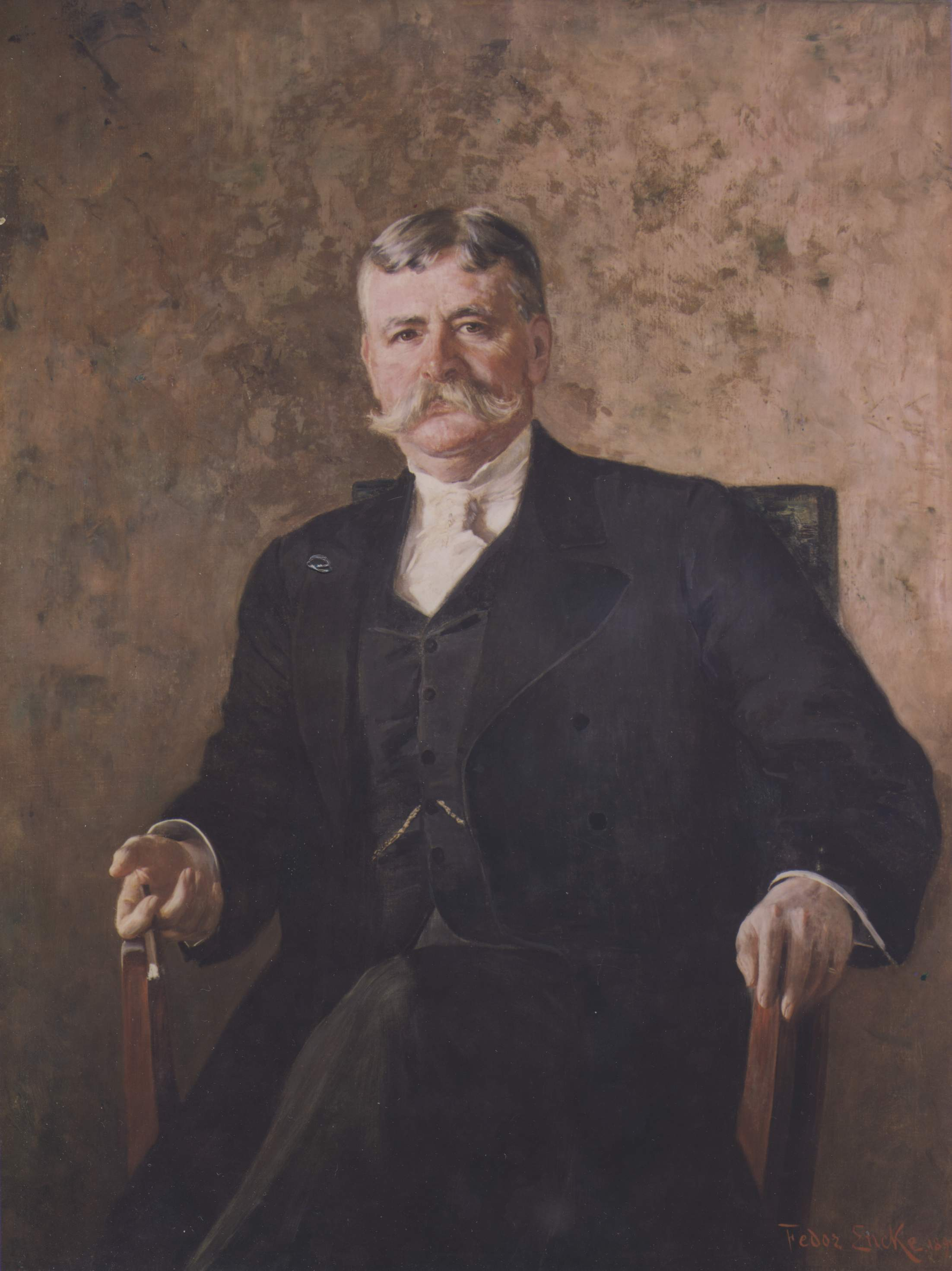
Фёдор Энке, портрет Клемента Эктона Грискома (1899)

Главными портами линии стали Антверпен в Бельгии, Ливерпуль и Саутгемптон в Великобритании, Нью-Йорк и Филадельфия в США.

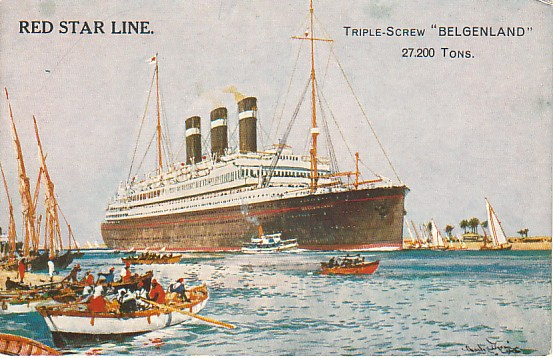
Почтовая карточка с пароходом «Belgenland» 1914 года.

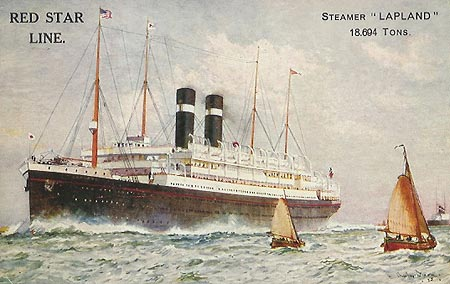
Почтовая карточка с пароходом «Lapland».

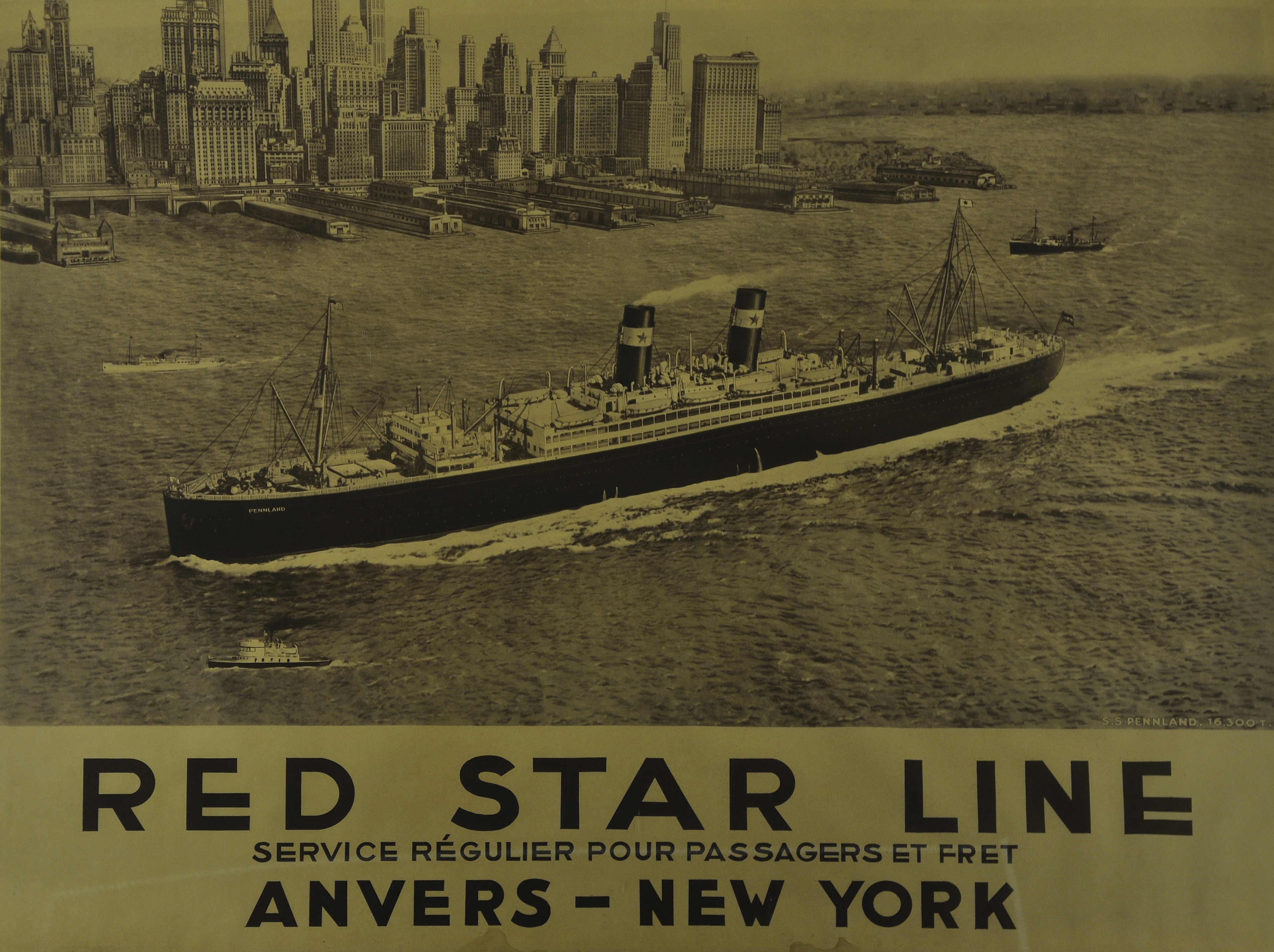
Рекламный постер «Red Star Line»

## Судовладельцы
Компания была основана Клементом Гриском (Clement Griscom), который возглавлял её от основания и до наследования её компанией «International Mercantile Marine Company» в 1902 году. Своё имя она получила по названию линии — «Red Star Line».
Компания пережила финансовый кризис «IMM» в 1915 году.
В 1930-х годах «Red Star Line» была частью «Arnold Bernstein Line».
Компания действовала до 1934 года, когда прекратила свою деятельность в связи с экономической депрессией.

## Дымовые трубы пароходов компании «Red Star Line» и похожие трубы других компаний
С 1873 года дымовые трубы пароходов компании Red Star Line окрашивались в чёрный цвет с белой полосой, на которую была нанесена пятиконечная красная звезда.

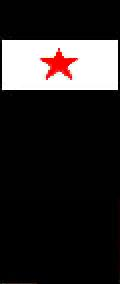
Окрас труб пароходов «Red Star Line» с 1873 года.
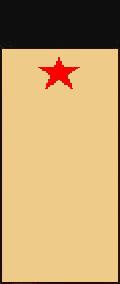
Окрас труб пароходов «Red Star Line» с  1884 года.[источник не указан 2915 дней]
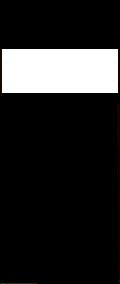
Окрас труб пароходов «Inman Line», существовавший до 1893 года и пароходов «Red Star Line» с 1893 года.[источник не указан 2915 дней]
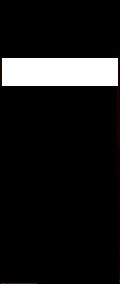
Окрас труб пароходов «American Line» — белая полоса у́же, чем на трубах пароходов компаний «Inman Line» и «Red Star Line».[источник не указан 2915 дней]

## Список судов компании «Red Star Line»
Ниже приведён список судов, ходивших под флагом компании:
- Abbotsford
- Adria
- Arabic
- Belgenland (1878)
- Belgenland (1914)
- Berlin
- Cambroman
- Conemaugh
- Finland
- Friesland
- Gothland
- Gothic
- Kroonland
- Lapland
- Pennland
- Rhynland
- Rusland
- Vaderland (1872)
- Vaderland (1900)
- Westernland
- Zeeland (1865)
- Zeeland (1901)